# Brownsville (New York City)
Brownsville ist ein Stadtteil (neighborhood) im Stadtbezirk (Borough) Brooklyn in New York City. Er wird überwiegend von Afroamerikanern bewohnt, die fast 70 % der Einwohner stellen.
Brownsville hat laut United States Census 2020 auf einer Fläche von etwa 3 km² eine Einwohnerzahl von 61.786. Zusammen mit dem benachbarten Viertel Ocean Hill bildet es den Brooklyn Community District 16. Die Postleitzahlen sind 11212 und 11233 und für das Viertel ist der 73. Bezirk des New Yorker Polizeidepartements zuständig. Kommunalpolitisch wird es durch den 42. und 41. Bezirk des New York City Council (Stadtrat) vertreten. Seit Ende des 20. Jahrhunderts hat Brownsville eine der höchsten Armuts- und Kriminalitätsraten aller New Yorker Stadtteile.

## Lage

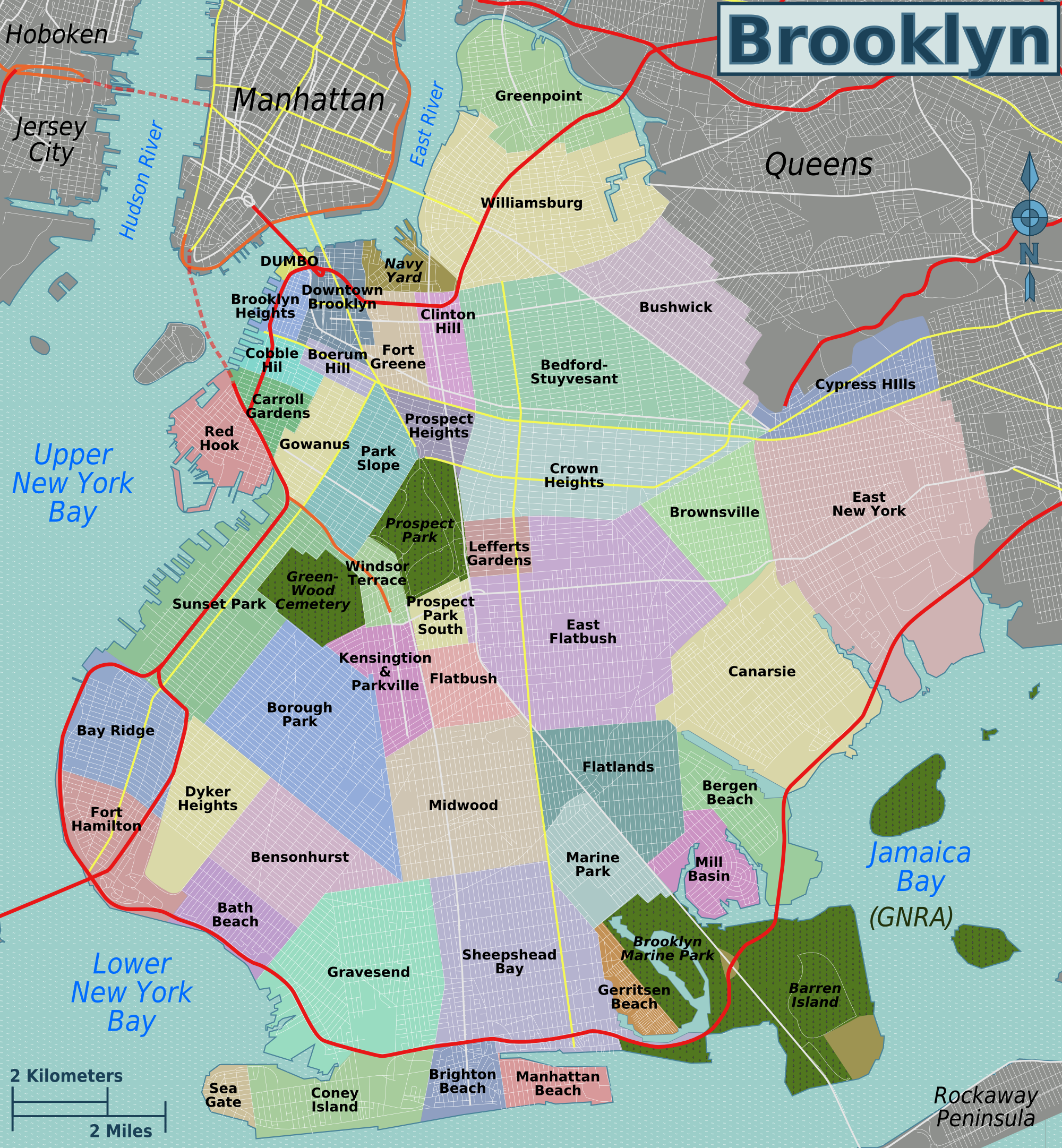
Lage innerhalb von Brooklyn

Brownsville liegt im Osten von Brooklyn und wird von den Stadtteilen Bedford–Stuyvesant (Viertel Ocean Hill) im Norden, East New York im Osten, Canarsie im Süden, East Flatbush im Südwesten und Crown Heights im Nordwesten begrenzt. Der Community District 16 wird von der East 98th Street, Ralph Avenue und Saratoga Avenue im Westen, Broadway im Norden, Van Sinderen Avenue im Osten und der Long Island Railroad – Bay Ridge Branch im Süden begrenzt. Die Grenze zwischen Ocean Hill im Norden und Brownsville verläuft entlang der East New York Avenue.

## Einwohner

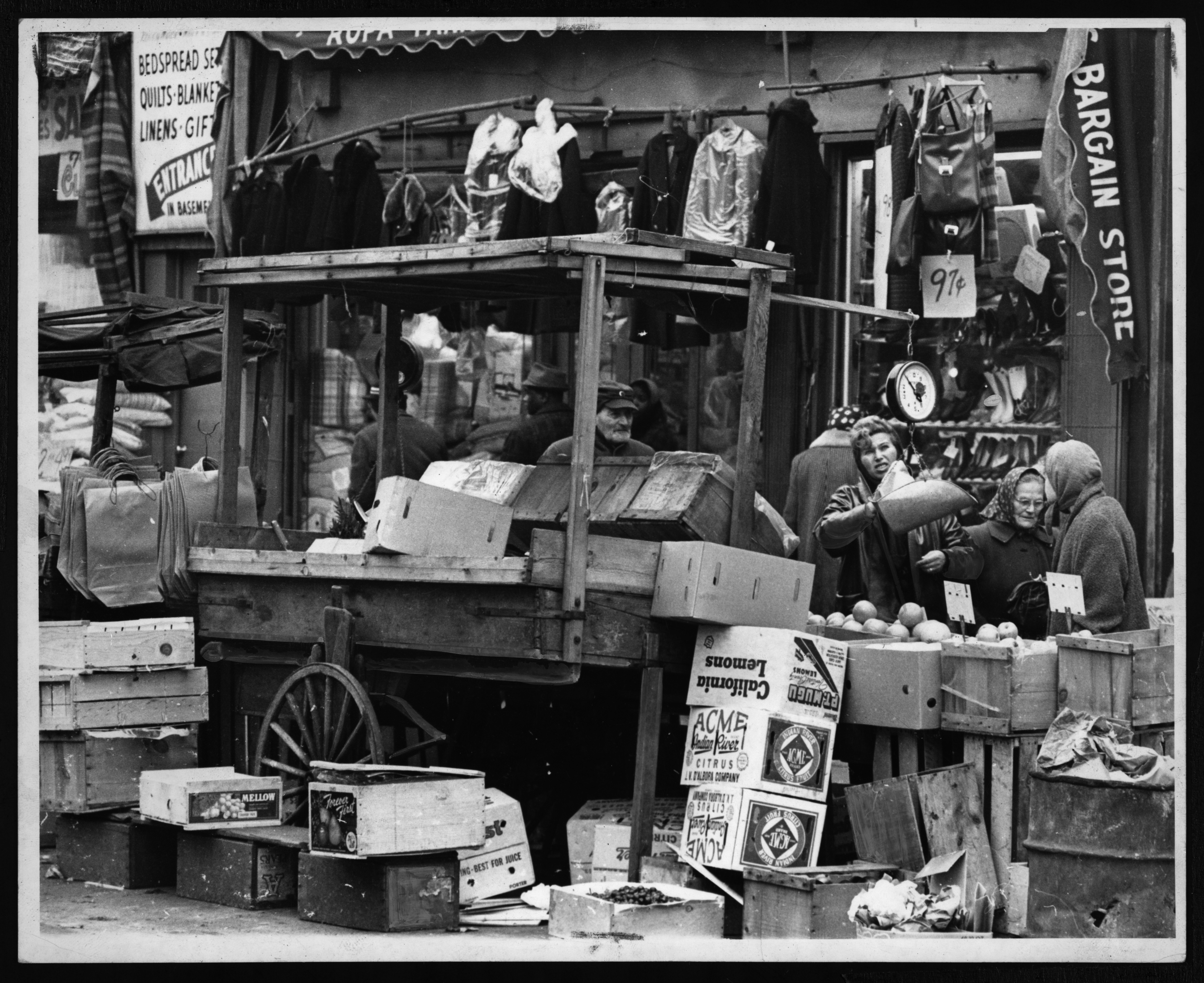
Straßenmarkt an der Belmont Avenue (1962)

Laut Volkszählung von 2020 hatte Brownsville innerhalb der meist aufgeführten Grenzen 61.786 Einwohner bei einer Einwohnerdichte von 20.060 Einwohnern pro km². Im Stadtteil lebten 42.651 (69 %) Afroamerikaner, 881 (1,4 %) Weiße, 14.171 (22,9 %) Hispanics und Latinos, 624 (1 %) Asiaten, 712 (1,2 %) aus anderen Ethnien und 2.747 (4,4 %) aus zwei oder mehr Ethnien.

## Flächennutzung

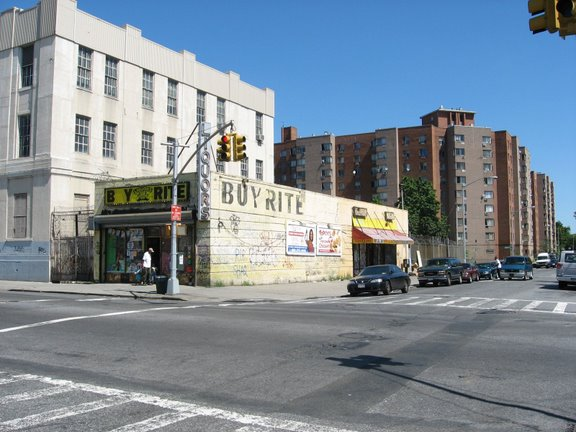
Riverdale Towers Nähe Rockaway Avenue

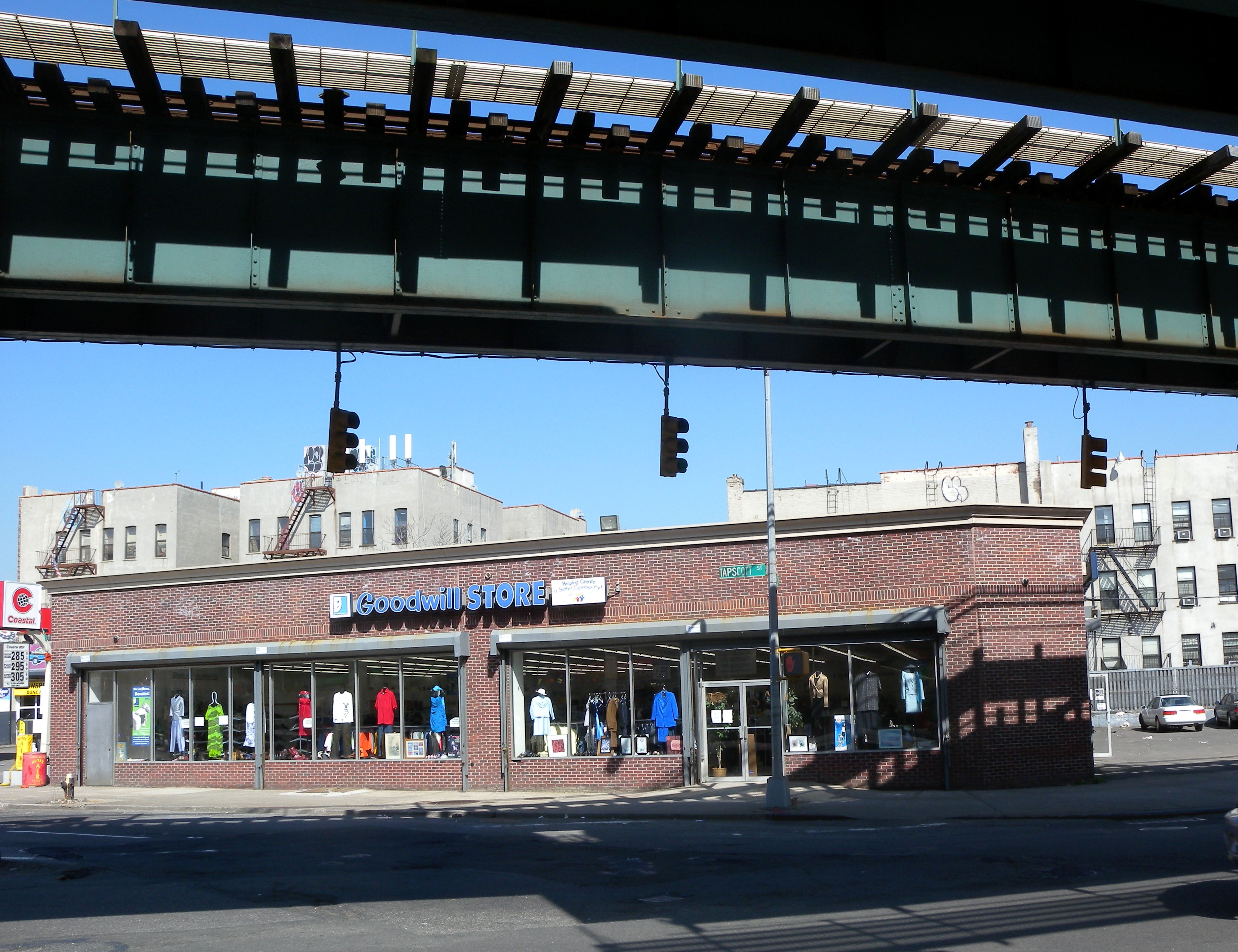
Ecke Tapscott Street und Kings Highway

Brownsville ist fast vollständig bebaut. Fast 60 Prozent der Landfläche besteht aus Wohnbebauung, vor allem 1- und 2-Familienhäusern (22,7 %) und Mehrfamilienhäusern (36,3 %). Bei letzteren handelt es sich vor allem um Sozialwohnungen, die von der New Yorker Wohnungsbehörde NYCHA betrieben werden. Die Sozialwohnungen befinden sich größtenteils in der östlichen Hälfte von Brownsville, zwischen East New York Avenue im Norden und Riverdale Avenue im Süden zu beiden Seiten des Mother Gaston Boulevard. Die wenige Industrie (4,4 %) des Viertels findet sich vor allem im Nordosten, nahe Broadway Junction, und entlang der Long Island Railroad.
Die Hauptgeschäftsstraßen von Brownsville mit überregionaler Bedeutung sind Pitkin Avenue, und Teile von Rockaway Avenue nördlich und südlich von Pitkin Avenue. Dort gibt es neben Filialen nationaler Ketten auch Geschäfte mit ausgesprochen „ethnischen“ Waren und Dienstleistungen.
Größere Brachflächen, Überbleibsel des Niedergangs in den 1970er Jahren, gibt es noch entlang der Livonia Avenue im südlichen Teil Brownsvilles und zwischen Eastern Parkway und East New York Avenue. Nur etwas weniger als 5 % der Fläche des Viertels bestehen aus öffentlichen Grünanlagen, die größte davon ist der Betsy Head Park im Südwesten.
Obwohl geographisch relativ zentral in Brooklyn gelegen, ist der Brownsville verkehrstechnisch ziemlich isoliert. Die Subway Linie 3 entlang der Livonia Avenue und die Linie C entlang der Fulton Street durchqueren lediglich den äußersten Süden bzw. Norden des Stadtteils, und die Linie L tangiert Brownsville lediglich im Osten.

## Geschichte
Die systematische Besiedlung Brownsvilles begann mit der Errichtung von 250 Häusern durch Charles S. Brown im Jahre 1865. 1879 begann der Immobilienunternehmer Aaron Kaplan, weite Teile von Brownsville aufzukaufen, um dort Mietshäuser (Tenements), besonders für Textilarbeiter der Lower East Side, zu errichten. Die Fertigstellung der Fulton Street El (1889) und der Williamsburg Bridge (1903) erschlossen die Gegend verkehrstechnisch und führten zu einem rasanten Bevölkerungszuwachs, besonders von Juden aus Osteuropa. 1926 hatte Brownsville mehr als 400.000 Einwohner, die zu mehr als 75 % jüdischer Herkunft waren, und galt als das „Jerusalem Amerikas“.
Ähnlich wie in der Lower East Side war das Leben in Brownsville in der ersten Hälfte des 20. Jahrhunderts von Armut und anderen sozialen Problemen geprägt und im Zuge der Prohibition hielt das organisierte Verbrechen Einzug. Das berüchtigte Gangstersyndicat „Murder, Inc.“ hatte mit den „Brownsville Boys“ um Abe Reles und den Ocean Hill Hooligans hier wesentliche Wurzeln. Aber auch andere Banden der Kosher Nostra rekrutierten ihre Angehörigen unter anderem aus Brownsville.

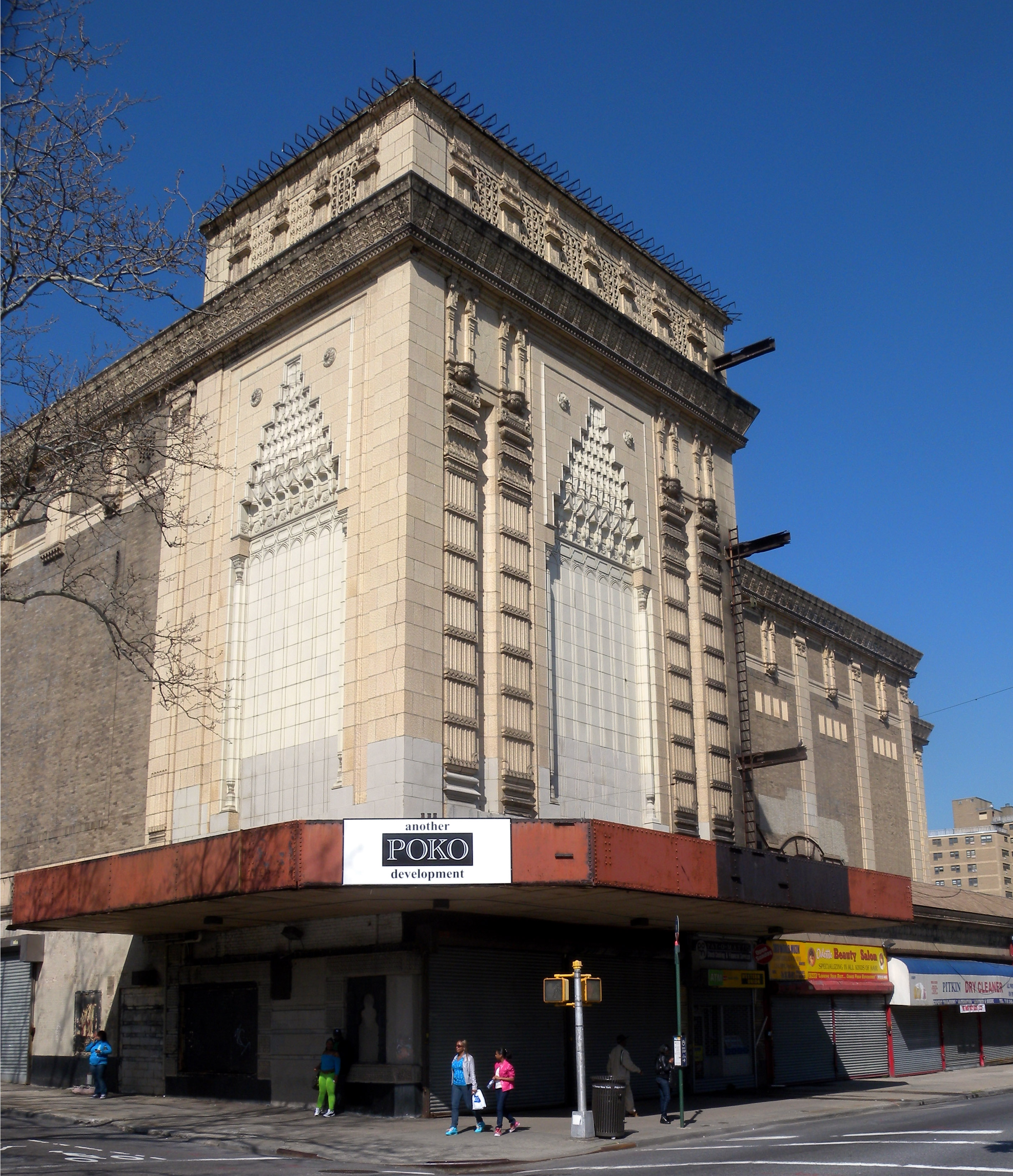
Loew’s Pitkin Theatre an der Pitkin Avenue

Die Not in Brownsville führte allerdings auch zu einigen progressiven Maßnahmen. Brownsville schickte zwischen 1915 und 1921 Sozialisten in die New York State Assembly nach Albany und die erste amerikanische Klinik für Familienplanung und Geburtenkontrolle wurde 1916 von Margaret Sanger in Brownsville gegründet. Im Betsy Head Park entstand 1914 das erste öffentliche Freibad von New York City. Nach dem Zweiten Weltkrieg wurde ein Großteil der Slums abgerissen und die New York City Housing Authority (NYCHA) errichtete Sozialwohnungen.
Mit dem Wegzug der weißen Bevölkerung in die Vororte ab den 1960er Jahren verschärfte sich allerdings die soziale Lage wieder und Armut, Verbrechen und Verwahrlosung nahmen dramatische Ausmaße an. Der Brownsville School Strike von 1968 wurde zu einem Symbol der sich verschlechternden Rassenbeziehungen. Der Tiefpunkt wurde mit dem Blackout von 1977 erreicht, in dem viele Häuser, die noch nicht völlig verwahrlost waren, Brandstiftung zum Opfer fielen. Seit Anfang der 1980er Jahre hat sich der Stadtteil, nicht zuletzt durch den Bau von Nehemiah Häusern auf den Ödflachen, etwas gebessert. Brownsville und der Community District 16 sind aber weiterhin soziale Brennpunkte New Yorks.

## Verkehr
Brownsville hat einen Anschluss an die New Yorker U-Bahn. Von West nach Ost durchquert die IRT New Lots Line aufgeständert entlang der Livonia Avenue mittig das Viertel. Sie bedient mit den Linien ,  und  die vier Stationen Sutter Avenue–Rutland Road, Saratoga Avenue, Rockaway Avenue Station und Junius Street Station. An der Ostgrenze verläuft entlang der Van Sinderen Avenue ebenfalls aufgeständert die BMT Canarsie Line, die mit der Linie  die Stationen Atlantic Avenue, Sutter Avenue, Livonia Avenue und New Lots Avenue anfährt. Nahe der nordöstlichen Stadtteilgrenze befindet sich im Viertel Broadway Junction der Bahnhof East New York. Dieser wird mit Zügen der Long Island Rail Road (LIRR) bedient.
Die Abteilung MTA Regional Bus Operations der New York City Transit Authority betreibt im Viertel mehrere Buslinien (B7, B14, B15, B60). Auf der Straße ist Brownsville über den Eastern Parkway, den Kings Highway, den Linden Boulevard und der Atlantic Avenue erreichbar.

## Probleme
Brownsville hat mit einer Reihe von sozialen Problemen wie Armut, Kriminalität und Drogenmissbrauch zu kämpfen. Die Arbeitslosenquote war im Jahr 2008 mit 13,5 % mehr als doppelt so hoch wie im Durchschnitt für ganz New York und das mittlere Haushaltseinkommen war im gleichen Jahr mit 37.641 Dollar nur etwa halb so hoch wie in New York City. Die Mordrate war mit 21 Morden pro 100.000 Einwohner im Jahr 2009 fast vier Mal so hoch wie im Durchschnitt der Stadt New York. 21,4 % der Bewohner von Community District 16 hatten 2008 keinen High-School-Abschluss, im Vergleich zu 10,4 % für ganz New York. Auch hatten im selben Jahr nur 7,4 % der Einwohner einen Bachelor oder höheren Hochschulabschluss, verglichen mit 19,2 % stadtweit.

## Weiteres
Der Berufsverbrecher Henry Hill, der später mit den Strafverfolgungsbehörden zusammenarbeitete, schrieb seine Lebenserinnerungen in dem Roman Wiseguy auf. Hier beschreibt er, wie er als irisch-italienischer Junge in Brownsville aufwuchs, Armut, Verbrechen und Gewalt miterlebte. Der Roman diente als Vorlage des Spielfilms Goodfellas von Martin Scorsese.